# Flying Colors (album)
Flying Colors è il primo album in studio del supergruppo statunitense omonimo, pubblicato il 12 marzo 2012 dalla Mascot Label Group.

## Tracce
Testi e musiche di Neal Morse, Casey McPherson, Steve Morse, Dave LaRue e Mike Portnoy, eccetto dove indicato.
1. Blue Ocean – 7:05
2. Shoulda Coulda Woulda – 4:32
3. Kayla – 5:20
4. The Storm – 4:53
5. Forever in a Daze – 3:56
6. Love Is What I'm Waiting For – 3:36 (Neal Morse, Casey McPherson, Steve Morse, Dave LaRue, Mike Portnoy, Dwight A. Baker)
7. Everything Changes – 6:55
8. Better Than Walking Away – 4:57
9. All Falls Down – 3:22
10. Fool in My Heart – 3:48
11. Infinite Fire – 12:02

## Formazione
Gruppo
- Casey McPherson – voce, tastiera, chitarra ritmica
- Steve Morse – chitarra solista e ritmica
- Dave LaRue – basso
- Neal Morse – tastiera, voce
- Mike Portnoy – batteria, percussioni, voce

Altri musicisti
- Orla Murphy – viola (traccia 6)
- Brian Moritz – tastiera aggiuntiva (traccia 7)

Produzione
- Peter Collins – produzione
- Bill Evans – produzione esecutiva, orchestrazioni, arrangiamenti aggiuntivi
- Jerry Guidroz – ingegneria
- Ryan Gilligan – assistenza tecnica
- Ian Hutchinson – tracking
- Michael Brauer – missaggio